# 司馬悝
司馬悝（？—317年），东晋宗室，司马懿曾孙，汝南王司马亮之孙，西阳王司马羕之子。
晋怀帝以武陵王司馬澹子司馬禧为梁怀王，拜征虏将军，与司马澹被石勒所俘虏。晋元帝时，立司马悝为梁王，出继司马肜。建武元年（317年）七月丁未，梁王司马悝去世。谥号殇王。司马禧子司马翘自后赵归国，立为梁声王，官至散骑常侍。
| 前任： 司馬禧 | 晋朝梁王 ？－317年 | 繼任： 司马翘 |